# Koňuš
Koňuš est un village de Slovaquie situé dans la région de Košice.

## Histoire
Première mention écrite du village en 1414.

## Démographie

### Évolution de la population
| Année:               | 1994. | 2004.   | 2014.   | 2024.   |
| -------------------- | ----- | ------- | ------- | ------- |
| Nombre de personnes: | 391   | 360     | 348     | 325     |
| Différence:          |       | -7,92 % | -3,33 % | -6,60 % |

| Année:               | 2023. | 2024.   |
| -------------------- | ----- | ------- |
| Nombre de personnes: | 327   | 325     |
| Différence:          |       | -0,61 % |

## Politique
| Nom             | Parti politique | Date de l'élection | Fin du mandat |
| --------------- | --------------- | ------------------ | ------------- |
| Jozef Hrinkanič | SMER            | 02.12.2006         | Déc. 2010     |